# Cuando toca la campana (colonna sonora)
Cuando toca la campana è un album della serie omonima pubblicato il 15 aprile 2011 dalla Walt Disney Records. Ha raggiunto la posizione 83, nella classifica principale messicana

## Tracce
Le canzoni nel CD sono 12:
1. Cuando Toca La Campana Interpretato dal tutto il cast 3.15
2. Únete a esta fiesta Interpretato dal tutto il cast
3. La hora buena Interpretato dal tutto il cast 3.08
4. A Celebrar Interpretato da Jorge Blanco, Leonel Deluglio, Julio Graham e Gerardo Velázquez 3.38
5. Es el momento Interpretato da Mariana Magaña, Nicole Luis, Diana Santos e Stephi Camarena 2.49
6. Será que eres tú Interpretato da Stephie Camarena 2.23
7. No quiero ser uno más  Interpretato da Leonel Deluglio e Gerardo Velazquez 3.08
8. Ahí estaré Interpretato da Jorge Blanco e Diana Santos 3.14
9. Te esperaré Interpretato da Nicole Luis 3.40
10. Ángel Guardián Interpretato da Mariana Magaña 3.43
11. Así voy Interpretato da Eva De Dominici 2.48
12. Mi lugar  Interpretato da Eva De Dominici 3.37